# Артур I (герцог Бретані)
Артур I (*Arthur Ier, 29 березня 1187 — 3 квітня 1203) — герцог Бретані у 1201—1203 роках.

## Життєпис

### Дитинство
Походив з династії Плантагенетів. Син Жоффруа II та Констанція I, герцога та герцогині Бретонських. Народився у 1187 році у м. Нант.
Його батько загинув 19 серпня 1186 року на турнірі, тому Артур мав успадкувати титул герцога Бретані, втім Бретанью керувала мати Артура. 1196 року значна частина бретонської знаті на зборах в Сен-Мало оголосила Артура герцогом Бретані, виступаючи проти амбцій Рамнульфа де Блондевіля, другого чоловіка Констанції I. Втім Артур незабаром перебрався до Парижу. Він зростав при дворі Філіппа II, короля Франції. Тому проникнувся тамтешньою культурою та прихильність до французів. За життя матері він носив титул графа Річмонда.
11 листопада 1190 року за ініціативи короля Річарда I, що рушив у хрестовий похід, відбулися заручини з Вальдрадою, донькою Танкреда, короля Сицилії. Втім після захоплення цього королівства імператором Генріхом VI Гогенштауфеном весілля не відбулося.
У 1199 році після смерті його стрийка Річарда I, короля Англії, він отримав права на трон Англії та інших володінь династії Плантагенетів, оскільки був сином третього сина Генріха II, короля Англії. Втім англійські барони виступили на користь молодшого сина Генріха II. 1200 року Артур визнав Джона I королем Англії, відмовившись від прав на трон.

### Герцог
Після смерті матері в 1201 році для Артура було відновлено графство Річмонд його стрийком Джоном I, королем Англії. Водночас він став одноосібним герцогом Бретані.
У 1202 році з початком війни Філіппа II, короля Франції проти Джона I, короля Англії, Артур I не надав підтримки останньому. Натомість французький король передав герцогу Бретонському графства Мен, Анжу та Пуатьє. У квітні відбулися заручини герцога з Марією, донькою короля Франції.
Водночас Артур I рушив з військом до Аквітанії, де тамтешня герцогиня Елеонора (бабка Артура) чинила спротив французам та надавала підтримку своєму синові англійському королю. Війська бретонців взяли її в облогу в замку Мірабо. Облога тривала до 31 липня, коли раптово підійшов Джон I, який завдав поразки Артуру I, захопивши того у полон.

### Полон
З цього моменту Артур I втратив будь-яку владу, перебуваючи в ув'язнені у замку Фалез (під наглядом Юбера де Бурга). Король надав наказ засліпити і каструвати Артура, який не було виконано де Бургом.
У 1203 році Артура було переведено до Руану під нагляд Вільяма де Браоза. Втім, можливо, помер у Шербурі. Традиційно вважається, що його вбили за наказом короля Джона I, за іншою версією — його вбив особисто король, а потім труп хлопця, до якого було прив'язано камінь, кинули в Сену. Однак через деякий час тіло Артура було виловлено з Сени і таємно поховано в склепі абатства Бек.